# Claudia Hoste Ferrer
Claudia Hoste Ferrer (* 12. November 1998) ist eine spanische Tennisspielerin.

## Karriere
Hoste Ferrer spielt vor allem auf der ITF Women’s World Tennis Tour und konnte dort bislang zwei Titel im Einzel und sechs Titel im Doppel gewinnen.

## Turniersiege

### Einzel
| Nr. | Datum           | Turnier                    | Kategorie   | Belag     | Finalgegnerin          | Ergebnis |
| --- | --------------- | -------------------------- | ----------- | --------- | ---------------------- | -------- |
| 1.  | 30. Juli 2017   | Les Contamines-Montjoie    | ITF $15.000 | Hartplatz | Théo Gravouil          | 7:5, 6:1 |
| 2.  | 7. Oktober 2018 | Las Palmas de Gran Canaria | ITF $15.000 | Sand      | Isabel Adrover Gallego | 6:4, 6:2 |

### Doppel
| Nr. | Datum              | Turnier  | Kategorie   | Belag     | Partnerin               | Finalgegnerinnen                                   | Ergebnis         |
| --- | ------------------ | -------- | ----------- | --------- | ----------------------- | -------------------------------------------------- | ---------------- |
| 1.  | 8. September 2018  | Marbella | ITF $15.000 | Sand      | Gabriela Lee            | Ana Lantigua de la Nuez Ángeles Moreno Barranquero | 6:2, 6:2         |
| 2.  | 15. September 2018 | Ceuta    | ITF $15.000 | Hartplatz | Maria Jose Luque Moreno | Maria Masini Olga Parres Azcoitia                  | 7:5, 6:1         |
| 3.  | 24. November 2018  | Nules    | ITF $15.000 | Sand      | Cristina Bucșa          | Marina Bassols Ribera Júlia Payola                 | 7:63, 6:3        |
| 4.  | 2. Februar 2019    | Manacor  | ITF W15     | Sand      | Rebeka Masarova         | Rina Saigō Yukina Saigō                            | 7:5, 6:3         |
| 5.  | 24. Juli 2021      | Kairo    | ITF W15     | Sand      | Leyre Romero Gormaz     | Jasmijn Gimbrère Demi Tran                         | 6:1, 4:6, [11:9] |
| 6.  | 27. November 2021  | Antalya  | ITF W15     | Sand      | Jazmín Ortenzi          | Romana Cisovska Darja Lodikowa                     | 6:2, 6:4         |